# Брежани (Какањ)
Брежани су насељено мјесто у Босни и Херцеговини у Општини Какањ које административно припада Федерацији Босне и Херцеговине. Према попису становништва из 1991. у насељу је живјело 692 становника.

## Становништво
| Националност       | 1991.        | 1981.        | 1971.        |
| Муслимани          | 603 (87,13%) | 586 (87,46%) | 477 (96,36%) |
| Хрвати             | 78 (11,27%)  | 46 (6,86%)   | 17 (3,43%)   |
| Срби               | 1 (0,14%)    | 2 (0,29%)    | 0            |
| Југословени        | 6 (0,86%)    | 33 (4,92%)   | 1 (0,20%)    |
| остали и непознато | 4 (0,57%)    | 3 (0,44%)    | 0            |
| Укупно             | 692          | 670          | 495          |